# 프란시스코 타레가
프란시스코 데 아시스 타레가 이 에익세아(스페인어: Francisco de Asís Tárrega y Eixea, 1852년 11월 21일 ~ 1909년 12월 15일)는 스페인의 기타 연주가 및 작곡가이다. 발렌시아 지방 카스테욘주 비야레알에서 태어나 마드리드 음악원을 다녔으며, 뒤에 그 음악원의 교수를 지냈다. 명곡 《알함브라 궁전의 추억》과 노키아 벨소리 "그란 발스(Gran vals)" 등을 비롯하여 기타를 위한 연습곡과 전주곡을 다수 작곡하였다. 근대 스페인의 가장 우수한 기타 연주가이다.